# Jan-Willem Start Op!
Jan-Willem Start Op! is een ochtendradioprogramma op de Nederlandse publieke radiozender NPO Radio 2.

## Geschiedenis
Het programma wordt sinds maandag 2 juli 2018 iedere werkdag tussen 6:00 en 9:00 uur uitgezonden door de publieke omroep BNNVARA. Het wordt gepresenteerd door Jan-Willem Roodbeen en Jeroen Kijk in de Vegte. Roodbeen en Kijk in de Vegte volgden daarmee het per 29 juni 2018 gestopte ochtendprogramma Ekdom in de Ochtend van Gerard Ekdom op. 
Op zaterdag 27 juni 2020 werd bekendgemaakt dat Jan-Willem Roodbeen en Jeroen Kijk in de Vegte hun contract bij BNNVARA hebben verlengd en de ochtendshow daarmee nog minimaal tot eind 2023 blijft te horen op NPO Radio 2. Op maandag 26 juni 2023 maakten beide dj's zelf bekend dat ze hun contract bij BNNVARA met drie jaar hebben verlengd en daarmee blijft de ochtendshow nog minimaal drie jaar te horen op NPO Radio 2.
In januari 2021 werd de Gouden RadioRing van 2020 uitgereikt aan Jan-Willem Start Op! als beste radioprogramma. Na een nominatiestop van drie jaar wegens de winst in 2021, was Jan-Willem Start Op! in 2024 weer genomineerd voor de Gouden RadioRing van 2023, maar deze werd uitgereikt aan De 538 Ochtendshow met Tim Klijn.
In 2025 was Jan Willem Start Op! wederom genomineerd voor de Gouden RadioRing als beste radioprogramma en op donderdagavond 30 januari 2025 won de NPO Radio 2 ochtendshow de prestigieuze prijs voor de tweede keer in de historie.

## Vaste onderdelen
- De dobbelsteen. Er worden zes platen gekozen en op plaats 1 t/m 6 ingedeeld. Vervolgens wordt er met een dobbelsteen gegooid. De plaat welke op het gevallen nummer staat wordt gedraaid.
- De krantenkop. Na het NOS nieuws van 7:30 uur slaat Kijk in de Vegte een krant open en benoemt een kop die verschillend geïnterpreteerd kan worden. Vervolgens moeten Roodbeen en nieuwslezeres Carmen Verheul raden waar de krantenkop op slaat.
- De kofferbak. Luisteraars mogen stemmen tussen een origineel en een cover. Uiteindelijk komen er twee luisteraars aan de lijn, één voor elke plaat. Met behulp van Siri wordt er Kop of Munt gespeeld, waarna de plaat van de winnaar wordt gedraaid.
- Jan-Willem Start Op! introrally. Er wordt gebeld met een luisteraar. De luisteraar krijgt een intro van tien seconden te horen en moet raden welke plaat dit is. Hierna kan deze ervoor kiezen te stoppen of door te gaan. Indien wordt doorgespeeld, volgt er een intro van acht seconden. Dit gaat zo door tot de vijfde ronde, waarin een intro van twee seconden te horen is. Indien de luisteraar al eerder gestopt is, wordt er voor spek en bonen doorgespeeld om te kijken of deze het geweten had. Mocht een luisteraar een antwoord niet weten, dan kan één fragment tegen inlevering van de bonusprijs nogmaals beluisterd worden.
- Het 10 voor 9 journaal: een standaard blok nieuwtjes à la RTL Boulevard, waarvan Jeroen de voice-over is. Ook wordt er soms à la oude TROS jingle van het legendarische TROS radioprogramma Soulshow met Ferry Maat op Hilversum 3 en vanaf 5 december 1985 t/m 31 maart 1988 op Radio 3 het nieuwsblokje aangekondigd.
- Wie is toch die man die zo lekker spelen kan: even voor de STER reclame en het NOS nieuws van 9:00 uur, speelt Bart Arens op zijn piano een deuntje van de eerste plaat die zal worden gedraaid in Aan De Slag!. Roodbeen en Kijk in de Vegte doen een gok, waarna een luisteraar kan inbellen of een app sturen via de NPO Radio 2 app.

Aan De Slag! · Afslag Thunder Road · Aje Tho! · Annemiekes A-lunch · Blokhuis · Bureau De Wilt · Bureau Kijk in de Vegte · Corné Klijns Soul Sensations · De Staat van Stasse · De Wild in de Middag · Echt Jasper · Funky Frank's · Giel ·Gijs 2.4 · Grand Café Kranenbarg · Helemaal Haandrikman · Het Platenpaleis · Hey JP! · Holy Hits · Jan-Willem Start Op! · Licence 2 Chill · Mega Album Top 50 · Motel De Wilt · Musical Moods · Muziekcafé · On the Beat · One Night Stenders · Het oor wil ook wat · Paul! · Rabbering Laat · Rarmarmar · RickvanV doet 2 · Rinkeldekinkel · Schiffers.fm · SHAY! · Simone's Songlines · Soul Night met One'sy · Spijkers met koppen · Thank God It's Sunday · The Best of 2night · The Big Frank Show · Thijs · Tijd voor Twee · Van Inkels Choice · Verrukkelijke 15 ·  VrijZaZo Show · Vroeg op Frank · 't Wordt Nu Laat · WILDGROEI · Wout2Day · Yora en Sander, Sander en Yora